# Weißbürzel-Strandläufer
Der Weißbürzel-Strandläufer (Calidris fuscicollis, Syn.: Tringa fuscicollis, Pisobia fuscicollis) ist eine Vogelart aus der Familie der Schnepfenvögel. Die IUCN stuft den Weißbürzel-Strandläufer als nicht gefährdet (least concern) ein und schätzt den Bestand auf 320.000 geschlechtsreife Individuen.

## Erscheinungsbild
Der Weißbürzel-Strandläufer erreicht eine Körperlänge zwischen 15 und 18 Zentimetern. Die Flügelspannweite beträgt 40 bis 45 Zentimeter. Das Gewicht reicht von 35 bis 45 Gramm.
Im Prachtkleid hat der Weißbürzel-Strandläufer einen kastanienfarbenen Oberkopf und Ohrflecken, die beide dunkelbraun gestrichelt sind. Ein feiner dunkelbrauner Strich verläuft von der Schnabelbasis bis zum Auge, darüber verläuft ein dünner weißer Strich, der sich bis über das Auge ausdehnt. Der übrige Kopf und der Nacken ist weißlich mit einer feinen dunklen Strichelung. Die Körperunterseite ist weiß, die Brust und die Flanken sind dicht dunkelbraun gestrichelt. Die Brust weist dagegen kleine dunkle Flecken auf und auf den Flanken sind diese Flecken pfeilförmig. Der Rumpf und die Oberschwanzdecken sowie der Bürzel sind weiß. Der Schwanz ist grau.
Im Schlichtkleid sind Weißbürzel-Strandläufer überwiegend graubraun. Die Brust ist mehr gräulich, der weiße Überaugenstreif ist im Schlichtkleid etwas auffälliger. Der an der Spitze leicht nach unten gebogene Schnabel ist schwarz und hellt bei den meisten Individuen zur Schnabelbasis zu einem Olivton auf. Die Iris ist dunkelbraun. Die Beine und Füße sind dunkelgrau bis schwarz.
Jungvögel zeigen eine ähnlich Gefiederfarbe wie adulte Vögel im Prachtkleid, sind aber auf dem Mantel auffälliger gemustert als Brutvögel. Die Küken sind auf der Körperoberseite schwarz und braun gefleckt und auf der Körperunterseite blass gräulich oder rötlichbraun.
Verwechslungsmöglichkeiten bestehen vor allem mit dem Bairdstrandläufer, der Weißbürzel-Strandläufer ist jedoch auf der Körperunterseite stärker gezeichnet als diese Art. Die Körperoberseite ist farbiger.

## Verbreitungsgebiet

Verbreitungsgebiet des Weißbürzel-Strandläufers (gelb: Zuggebiete, orange: Brutgebiete, blau: Überwinterungsgebiet)

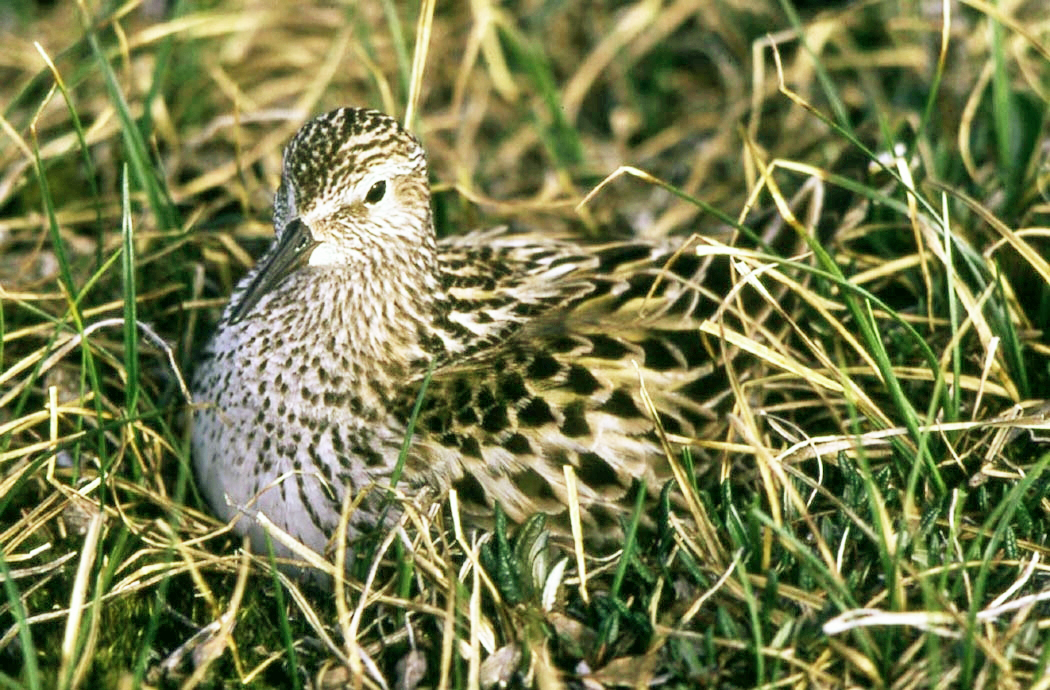
Weißbürzel-Strandläufer

Der Weißbürzel-Strandläufer brütet im Norden Alaskas sowie im arktischen Kanada vom Yukon bis in den Westen der Hudson Bay. Die Art kommt außerdem auf der Banksinsel, der Victoriainsel, der Southampton-Insel sowie im Westen der Baffininsel vor. Östlich der Hudson Bay ist der Weißbürzel-Strandläufer sehr selten.

## Lebensweise
Weißbürzel-Strandläufer fressen überwiegend Wirbellose und in geringerem Maße auch einige Samen. Außerhalb der Fortpflanzungszeit sind sie gesellig lebende Vögel und bilden dann auch mit anderen Calidris-Arten lockere Schwärme. Während der Fortpflanzungszeit verteidigt das Männchen aggressiv sein Brutrevier. Die Männchen sind polygam und weder an der Brut noch an der Aufzucht der Jungvögel beteiligt. Sie verlassen das Brutrevier noch während der Eiablage.
Das Nest befindet sich gewöhnlich an trockenen Stellen in feuchter Tundra. Weibchen bauen eine Nestmulde aus kleinen Ästchen und Gras und legen diese mit Pflanzenmaterial aus. Diese haben eine dunkle Schalenfarbe und sind rötlichbraun gefleckt. Die Brutzeit beträgt 22 Tage. Die Küken sind Nestflüchter, werden aber in den ersten Lebenstagen vom Weibchen noch gehudert. Ihre Geschlechtsreife erreichen sie im Alter von einem Jahr.

## Etymologie und Forschungsgeschichte
Die Erstbeschreibung des Weißbürzel-Strandläufers erfolgte 1819 durch Louis Pierre Vieillot unter dem wissenschaftlichen Namen Tringa fuscicollis. Als Verbreitungsgebiet gab er Paraguay an, basierend auf Chorlito del pestorejo pardo von Félix de Azara. 1804 führte Blasius Merrem die neue Gattung Calidris ein. Dieser Name hat sein Ursprung in καλιδρις, σκαλιδρις calidris, skalidris, deutsch ‚gesprenkelt‘ ein Name den Aristoteles für ein nicht identifizierten graufarbigen Wasservogel verwendete. Der Artname »fuscicollis« ist ein Wortgebilde aus lateinisch fuscus ‚düster, braun‘ und lateinisch -collis, collum ‚-nackig, - kehlig, Nacken, Kehle‘. Alfred Laubmann hatte für sein Werk Die Vögel von Paraguay sechs Bälge, gesammelt von Michael Mathias Kiefer (1902–1980) im Bergland des Río Apa, zur Verfügung. Er sah die Art ausschließlich als Zugvogel für Paraguay und nur in den nordischen Wintermonaten als anwesend. Laubmann nannte die Art Pisobia fuscicollis.

## Belege

### Einzelbelege
1. ↑  Factsheet auf BirdLife International
2. ↑   Sale, S. 196
3. ↑   Sale, S. 197
4. ↑   Sale, S. 197
5. ↑  Félix de Azara (1805), S. 322–323.
6. ↑  Louis Pierre Vieillot (1819), S. 461.
7. ↑  Blasius Merrem, S. 542.
8. ↑  Calidris The Key to Scientific Names. Edited by James A. Jobling
9. ↑  fuscicollis The Key to Scientific Names. Edited by James A. Jobling
10. ↑  Alfred Laubmann (1939), S. 80.